# Дискаверер-1
Дискаверер-1 (англ. Discoverer 1) — американский космический аппарат. Прототип разведывательных спутников серии KH-1, запускавшихся по программе CORONA. Первый запуск с базы ВВС США Ванденберг в Калифорнии и первый запуск с использованием ракеты-носителя Тор-Аджена.

## Конструкция
Спутник был неотделяемым от второй ступени «Аджена» и вместе с ней составлял 5,73 метра в длину и 1,52 метра в диаметре. Корпус изготовлен из магниевого сплава. Полезная аппаратура массой 18 кг располагалась в носовом обтекателе. В отличие от серийных спутников на прототипе не была установлена фотокамера. Вместо неё располагались телеметрические датчики, записывающие около 100 параметров полёта и работы аппарата и передающие их на Землю по 15 каналам.

## Запуск
Первая попытка запуска была произведена 21 января 1959 года. Однако ракета Тор-Аджена даже не стартовала. Во время предстартовой подготовки была активирована вторая ступень и запущены её двигатели. Первая ступень «Тор» была сильно повреждена.
Запуск, прошедший 28 февраля 1959 года, как сообщалось, был успешным, однако со спутника не были получены телеметрические сигналы. Не обнаружили спутник и радары слежения, очень несовершенные в то время. Скорее всего, Дискаверер-1 не достиг орбиты и упал в районе Антарктиды. Несмотря на спорность факта выведения спутника, Дискаверер-1 считается первым в мире аппаратом, выведенным на полярную орбиту.